# Евклидова квантовая гравитация
Евкли́дова ква́нтовая гравита́ция — одна из попыток построить квантовую теорию гравитации.

## Формулировка
Евклидова квантовая гравитация сформулирована на основе квантовой теории поля. Многообразия, использующиеся в этой формулировке, укладываются в четырехмерном римановом многообразии, а не в псевдоримановых многообразиях. Предполагается также, что при использовании такой формулировки многообразие компактно и не содержит сингулярных решений. Евклидову квантовую гравитацию формулируют в виде функционального интеграла по метрическому тензору, который является при дальнейшем рассмотрении квантовым полем:
{\displaystyle \int {\mathcal {D}}\mathbf {g} \,{\mathcal {D}}\phi \,\exp \left(-\int d^{4}x{\sqrt {|\mathbf {g} |}}(R+{\mathcal {L}}_{\mathrm {matter} })\right).}